# خوان باتیستا دی آنزا
خوان باتیستا دی آنزا (Juan Bautista de Anza) (متولد ۶ یا ۷ ژوئیه ۱۷۳۶‏ - درگذشتهٔ ۱۹ دسامبر ۱۷۸۸)، افسر ارتش، عضو نیروی اعزامی و سیاستمدار اهل اسپانیای جدید بود که در کالیفرنیا و نیومکزیکو فعالیت می‌کرد. او بیشتر به عنوان یکی از بنیان‌گذاران کالیفرنیای اسپانیایی و بعدها به عنوان فرماندار نیومکزیکو شناخته می‌شود.

## اوایل زندگی
خوان باتیستا دی آنزا بزرا نیتو در سال ۱۷۳۶ (نزدیک آریزپه) در فرونتراسِ نیو ناوارا در اسپانیای جدید (امروزه سونورا، مکزیک)، به احتمال زیاد در کوکیارچی، سونورا یا در پرزیدیو فرونتراس به دنیا آمد.
خانواده خوان از فرماندهان نظامی نووا اسپانیا بودند. پدر و پدربزرگ مادری او، کاپیتان آنتونیو بزرا نیتو، هر دو به اسپانیا خدمت کرده بودند و خانواده‌هایشان در سرحد نوئا ناوارا زندگی می‌کردند. او پسر خوان باتیستا دی آنزا اول بود. بر اساس عرف تصور می‌شود که او ممکن در کالج سن ایلدفونسو در مکزیکوسیتی تحصیل کرده و بعداً به آکادمی نظامی رفته باشد. وی در سال ۱۷۵۲ در پرزیدیو فرونتراس به خدمت نظامی رفت. خوان سریعاً پیشرفت کرد و در سال ۱۷۶۰ کاپیتان شد. وی در سال ۱۷۶۱ با آنا ماریا پرز سرانو (متولد ژانویه۴۵/۱۷۴۴ تاریخ فوت نامعلوم)، دختر صاحب معدن اهل اسپانیایی، فرانسیسکو پرز سرانو، ازدواج کرد. آنها فرزندانی نداشتند. وظایف عمده نظامی آنها شامل حملات علیه بومیان متخاصم آمریکایی، نظیر آپاچی‌ها بود. در این مدت او بخش زیادی از آریزونای فعلی را کاوش کرد.

## سفرهای اکتشافی در کالیفرنیا
در ۱۷۶۹–۱۷۷۰، اسپانیایی‌ها استعمار آلتا کالیفرنیا را در سفر پورتولا آغاز کردند. سفر پورتولا دو جنبه داشت؛ یک جنبه آن سفر دریایی طولانی در برابر بادهای غالب و جریان کالیفرنیا بود و جنبه دیگر آن شامل یک مسیر زمینی دشوار از باخای کالیفرنیا بود. مستعمرات در سن دیگو و مونتری در کنار یک پایگاه نظامی و مذهبی در هر مکان، ایجاد شدند. در این سفر، به ویژه در سانفرانسیسکوی کنونی، مسیر زمینی مستقیم‌تر و استعمار بیشتر مورد نظر بود. اگرچه در این سفر چنین اهدافی مشاهده شدند، اما استعمار بیشتر مقدور نبود. در زمان سفر خوان باتیستا دی آنزا، سه پایگاه دیگر از جمله پایگاه سن آنتونیو د پادوآ در دره سالیناس مستقر شده بود.
در سال ۱۷۷۲، آنزا به نایب‌السلطنه اسپانیای جدید پیشنهاد سفر به آلتا کالیفرنیا را داد. پادشاه اسپانیا این پیشنهاد را پذیرفت و لذا آنزا در ۸ ژانویه ۱۷۷۴ با ۳ کشیش، ۲۰ عسکر، ۱۱ خدمتکار، ۳۵ قاطر، ۶۵ گاو و ۱۴۰ اسب، از توباک پرزیدیو در جنوب توسان امروزی به سمت آریزونا حرکت کرد. آنزا در مورد یک بومی آمریکایی کالیفرنیایی به نام سباستین تارابال که از پایگاه سن گابریل به سونورا گریخته بود قصه‌هایی شنید و نهایتاً او را به عنوان رهنما با خود بُرد. مسیر این سفر یک مسیر جنوبی در امتداد ریو آلتار (سونورا وای سینالوآ، اسپانیای جدید) بود که به موازی‌های سرحد امروزی مکزیک/کالیفرنیا پیش می‌رفت و از رودخانه کلرادو در محل تلاقی آن با رودخانه گیلا عبور می‌کرد. این مسیر در نواحی قلمرو قبیله یوما واقع شده بود که آنزا توانست با آنها روابط خوبی برقرار کند.
در ۲۲ مارس ۱۷۷۴ آنزا به پایگاه سن گابریل آرکانجل در نزدیکی سواحل کالیفرنیا و در ۱۹ آوریل به مونتری در کالیفرنیا، پایتخت آلتا کالیفرنیا رسید. در اواخر ماه می ۱۷۷۴ وی به توباک بازگشت. نایب‌السلطنه و پادشاه این سفر را از نزدیک زیر نظر داشتند. آنزا در ۲ اکتبر ۱۷۷۴، به درجه سرهنگ دوم ارتقا یافت و به فرماندهی گروهی از استعمارگران در آلتا کالیفرنیا منصوب شد. استعمار روسیه در قاره آمریکا از سمت شمال در حال پیشروی بود و اسپانیایی‌ها مایل بودند حضور خود در آلتا کالیفرنیا را به عنوان حائلی در برابر این استعتمار تقویت کنند. آنها احتمالاً قصد داشتند بندری درست کنند تا به کشتی‌های اسپانیا پناه بدهند. این سفر در ۲۳ اکتبر ۱۷۷۵ آغاز شد و نهایتاً در ژانویه ۱۷۷۶ به پایگاه سن گابریل آرکانجل رسید. استعمارگران از آب و هوای سرد زمستانی در مسیر بسیار رنج برده بودند.
آنزا همراه با استعمارگران به سفر به سمت مونتری ادامه داد. آنزا پس از انجام مأموریتی که از سوی نایب‌السلطنه دستور گرفته بود، با پدر پدرو فونت و یک گروه متشکل از دوازده نفر دیگر به سمت شمال رفت و به سوی خور سانفرانسیسکو که در سال ۱۷۷۰ توسط پدرو فاجس ایجاد شده بود، مسیری را دنبال کرد. آنزا در خاطرات ۲۵ مارس نوشته‌است «به آرویو سن جوزف کوپرتینو (که اکنون استیونز کریک نام دارد) رسیدیم که فقط برای مسافران در نظر گرفته شده‌است. پس از طی هشت لیگ در هفت ساعت و نیم، ما در اینجا به مدت یک شب توقف کردیم. در آنجا و در سمت راست خود، خور را دیدیم که از بندر سانفرانسیسکو می‌گذشت». نهایتاً آنزا در ۲۸ مارس ۱۷۷۶ مکان‌های پایگاه سانفرانسیسکو و سان فرانسیسکو د آسیس را در سانفرانسیسکوی امروزی در کالیفرنیا پیدا کرد. او پایگاهی ایجاد نکرد؛ بلکه این تأسیسات بعدها توسط خوزه خواکین موراگا برپا شدند. هنگام بازگشت به مونتری، او مکان‌های اصلی پایگاه‌های سانتا کلارا د آسیس و شهر سن خوزه دو گوادالوپ (سن خوزه امروزی، کالیفرنیا) را پیدا کرد، اما مانند هیچ‌یک از این پایگاه‌ها را ایجاد نکرد. امروزه این مسیر به عنوان مسیر ملی تاریخی خوان باتیستا دی آنزا نام‌گذاری شده‌است.
علی‌رغم موفقیت‌های دی آنزا، برنامه اسپانیایی‌ها برای ایجاد یک مسیر زمینی دائمی از سونورا به آلتا کالیفرنیا در سال ۱۷۸۱ بی‌نتیجه ماند، علت این ناکامی بسته شدن مسیر در گذرگاه یوما از رودخانه کلرادو به‌خاطر شورش قبیله یوماس بود. این مسیر تا اواخر دهه ۱۸۲۰ باز نشد و در طول این سال‌ها، تنها راه دسترسی به آلتا کالیفرنیا از طریق دریا بود.

## فرماندار نیومکزیکو
پس از بازگشت از این سفر موفقیت‌آمیز در سال ۱۷۷۷، آنزا به همراه رئیس قبیله بومی آمریکای کوچان (یوما) در ناحیه پایین رودخانه کلرادو که درخواست ایجاد یک پایگاه داشت، به مکزیکوسیتی سفر کرد. در ۲۴ اوت ۱۷۷۷، نایب‌السلطنه اسپانیای جدیدی آنزا را به عنوان فرماندار ایالت نوو مکزیک، ایالت امروزی نیومکزیکو در ایالات متحده، منصوب کرد.
فرماندار آنزا یک لشکرکشی تنبیهی را علیه گروه کومانچی از بومیان آمریکایی رهبری کرد که در طول سال ۱۷۷۹ مکرراً به تائوس حمله کرده بودند. با متحدان بومی آمریکایی یوتی و آپاچی خود و حدود ۸۰۰ عسکر اسپانیایی، آنزا به دلیل دره سان لوئیس به شمال رفت و وارد دره بزرگ شد؛ جاییکه اکنون در کلرادو، مانیتو اسپرینگز نامیده می‌شود. او با دور زدن «ال کاپیتان» (پایکس پیک امروزی)، نیروهای خرد کومانچی‌ها را در نزدیکی کلرادو اسپرینگز امروزی غافل‌گیر کرد. او با تعقیب آنها در جنوب فونتن کریک، از رودخانه آرکانزاس در نزدیکی پوبلو امروزی در کلرادو عبور کرد. او توانست در گرین هورن کریک، نیروهای اصلی کومانچ را که از یک حمله در نوو مکزیک بازمی‌گشتند، پیدا کند و نهایتاً به‌طور قاطعانه کامیاب شد. در این درگیری، رئیس کوئرنو ورد که گرین هورن کریک به نام او شناخته می‌شود و بسیاری دیگر از فرماندهان کومانچ کشته شدند.
آنزا و گروهش در اواخر سال ۱۷۷۹ در غرب «ال کامینو رئال دی تیرا آدنترو» راهی از سانتافه به سونورا پیدا کردند. لشکر کشی‌های مختلف نظامی محلی او علیه قبایلی که از سرزمین خود دفاع می‌کردند اغلب موفقیت‌آمیز بودند. اما قبیله بومی آمریکای کوئچان (یوما) که قبلاً با آنها صلح برقرار کرده بود، شورش کردند و آنزا در نظر فرمانده نظامی سرحد شمالی محبوبیت خود را از دست داد. در سال ۱۷۸۳ آنزا لشکر کشی علیه کومانچی‌ها را در دشت‌های شرقی فرماندهی کرد. این قبیله نهایتاً در سال ۱۷۸۴ درخواست صلح کرد. سرانجام آخرین فرماندهان کومانچی نیز به این درخواست ملحق شدند و یک معاهده رسمی در ۲۸ فوریه ۱۷۸۶ در پکوس پوئبلو منعقد شد. این امر، راه را برای تاجران و توسعه تجارت کومانچرو هموار کرد.
خوان باتیستا دی آنزا تا سال ۱۷۸۷ و تا زمانی که به سونورا بازگشت، در سمت فرماندار نووو مکزیک (نیومکزیکو) خدمت کرد. او در سال ۱۷۸۸ به فرماندهی پرزیدیو توسان منصوب شد، اما قبل از اینکه کار را شروع کند، درگذشت. در زمان مرگ وی ۵۲ سال و با همسرش زندگی می‌کرد.
خوان باتیستا دی آنزا در آریزپه در ایالت سونورا واقع در مکزیک کنونی درگذشت و در کلیسای نوسترا سنیورا د لا آسونسیون د آریزپه به خاک سپرده شد. در سال ۱۹۶۳، با شرکت هیئت‌هایی از دانشگاه کالیفرنیا، برکلی و سانفرانسیسکو، او را از قبر بیرون کشیدند و در یک مقبره جدید مَرمَری در همان کلیسا به خاک سپردند.

## میراث
میراث اصلی آنزا بدین شرح است: مسیر ملی تاریخی خوان باتیستا دی آنزا در کالیفرنیا و آریزونا است که توسط خدمات پارک ملی ایالات متحده اداره می‌شود، مسیر پیاده‌روی و دریوری در مسیر سفر آنزا برای کاوش در لاس کالیفرنیا، در دره سان فرناندو، مسیری که از ناحیه حفاظت‌شده فضای باز دره بالایی لاس ویرجنز عبور می‌کند و در دره سان گابریل، مسیری که در تپه‌های پوئنته در شمال ویتیرِ کالیفرنیا قرار دارد.
پارک ایالتی بیابانی آنزا-بورگو که بیشتر در شرق شهرستان سن دیگو در کالیفرنیا قرار دارد، به‌نام آنزا نیز نام‌گذاری شده‌است. این پارک شامل یکی از مسیرهای طولانی و دشوار آنزا است که از دره امپراتوری به سمت غرب و مسیرهای کوهستانی ساحلی در شمال شرقی سن دیگو حرکت می‌کند. باشگاه کانتری دی آنزا و زمین گلف قهرمانی ۱۸ سوراخه آن در دهکده بورگو اسپرینگز در کالیفرنیا واقع شده که به‌طور کامل توسط پارک احاطه شده‌است.
ساختمانی به‌نام خانه خوان دی آنزا در سن خوان باتیستا در کالیفرنیا وجود دارد که یک مکان تاریخی ملی است. این در حالی است که این بنا در سال ۱۸۳۰ ساخته شده و اطلاعاتی از سازنده آن در دست نیست. «پارک عمومی خوان باتیستا دی آنزا» در کالاباساسِ کالیفرنیا و «پارک دی آنزا» در انتاریو قرار دارد. مجسمه ۲۰ فوتی (۶٫۱ متری) آنزا، ساخته شده در سال ۱۹۳۹ در ریورسایدِ کالیفرنیا در گوشه خیابان ماگنولیا و خیابان ۱۴ واقع شده‌است. مجسمه دیگری در پارک دریاچه مرسدسِ سانفرانسیسکو قرار دارد. نام‌های «دِ دی انزا» و «دِ انزا» برای خیابان‌ها، مدارس و ساختمان‌های دیگر نیز به افتخار او انتخاب شده‌اند: بلوارهای دی آنزا در سن متئو و کوپرتینو، دی آنزا پارک در سانیویل، کالج دی آنزا در کوپرتینو، مدرسه دی آنزا در ریچموند، خوان دی آنزا کی-۵ در ناحیه ویزبرن، مدرسه راهنمایی/ابتدایی در هاثورن، مدرسه دی آنزا در انتاریو، مدرسه دی آنزا در ونتورا، مدرسه ابتدایی دی آنزا در ال سنترو و مدرسه دی آنزا در بالدوین پارک، هتل معروف دی آنزا در سن خوزه و هتل تاریخی دی آنزا در کالکسیکو همگی واقع در کالیفرنیا.
استفاده از نام آنزا به تنهایی به افتخار او عبارت از: خیابان آنزا ویستا در محله آنزا ویستا سانفرانسیسکو، خیابان آنزا در ناحیه ریچموند آن شهر و دریاچه آنزا در پارک منطقه‌ای تیلدن در بالای برکلی در تپه‌های برکلی. استفاده از آنزا فقط به افتخار او عبارت از: خیابان آنزا ویستا در محله آنزا ویستا سانفرانسیسکو، خیابان آنزا در ناحیه ریچموند آن شهر و دریاچه آنزا در پارک منطقه ای تیلدن در بالای برکلی در تپه‌های برکلی. شهر آنزا در کالیفرنیا، شهر کوچکی با ۷۰۰۰ نفر جمعیت در مسیر ایالتی ۳۷۱ در کوه‌های جنوب پالم اسپرینگز است.
همچنین میدان خوان باتیستا به افتخار او در منطقه پارکمسید در سانفرانسیسکو نام‌گذاری شده‌است.

## ارجاعات
1. ↑  Garate, Donald T. (2003). Juan Bautista de Anza: Basque Explorer in the New World, 1693–1740. Reno, Nevada: University of Nevada Press. p. 155. ISBN 0-87417-626-3.
2. ↑  Douglass, William A.; Douglass, Bilbao, J. (2005) [1975]. Amerikanuak: Basques in the New World. Reno, NV: University of Nevada Press. p. 190. ISBN 0-87417-625-5. Retrieved 16 February 2014.[پیوند مرده]
3. ↑  Kessell, John L. (2013). Miera y Pacheco: A Renaissance Spaniard in Eighteenth-Century New Mexico. Norman, Oklahoma: University of Oklahoma Press. p. 155. ISBN 978-0-8061-4377-4.
4. ↑  Garate, Donald T. (2003). Juan Bautista de Anza: Basque Explorer in the New World, 1693–1740. p. 229.
5. ↑  Web de Anza. The Basque surname was simply Anza, without "de" بایگانی‌شده  در ۲۰۱۶-۰۳-۲۰ توسط Wayback Machine
6. ↑  de Anza, Juan Bautista (1776). Diary of Juan Bautista de Anza October 23, 1775 – June 1, 1776. "Archived copy". Archived from the original on 2009-11-25. Retrieved 2009-12-14.{{cite web}}:  نگهداری یادکرد:عنوان آرشیو به جای عنوان (link) Accessed September 8, 2009 University of Oregon Web de Anza pages
7. ↑  Edward F. O'Day (October 1926). "The Founding of San Francisco". San Francisco Water. Spring Valley Water Authority. Archived from the original on July 27, 2010. Retrieved February 7, 2013.
8. ↑  Thomas, Alfred Barnaby (ed.) (1932) "Governor Anza's Expedition against the Comanche 1779" Forgotten Frontiers: A Study of the Spanish Indian Policy of Don Juan Bautista de Anza, Governor of New Mexico, 1777–1787 University of Oklahoma Press, Norman, Oklahoma, pp. 66–71 اُسی‌ال‌سی ۶۸۱۱۶۸۲۵
9. ↑  A full translation of the treaty is set out at Thomas, Alfred Barnaby (ed.) (1932) "The Spanish-Comanche Peace Treaty of 1786" Forgotten Frontiers: A Study of the Spanish Indian Policy of Don Juan Bautista de Anza, Governor of New Mexico, 1777–1787 University of Oklahoma Press, Norman, Oklahoma, pp. 329–332 اُسی‌ال‌سی ۶۸۱۱۶۸۲۵
10. ↑  National Park Service: Juan Bautista de Anza National Historic Trail
11. ↑  Upper Las Virgenes Canyon Open Space: de Anza Trail
12. ↑  Puente Hills Habitat Authority بایگانی‌شده  در ۲۰۰۹-۰۳-۰۴ توسط Wayback Machine
13. ↑  "Tour Anza Borrego Desert". CaliforniaResortLife. Archived from the original on 22 December 2015. Retrieved 2015-12-15.
14. ↑  Patterson, Tom. Landmarks of Riverside, and the Stories Behind Them. The Press Enterprise Company, Riverside, CA, 1964. pp. 174–175.
15. ↑  Statue in Lake Merced